# ASV Pegnitz
Der Allgemeine Sportverein Pegnitz e. V., kurz ASV Pegnitz, ist ein Sportverein  aus dem oberfränkischen Pegnitz im Landkreis Bayreuth, der Breitensport, Leistungssport sowie Gesundheitssport anbietet und dessen erste Eishockeymannschaft in der Vergangenheit drittklassig spielte. 

## Geschichte
Der ASV Pegnitz wurde am 29. Januar 1946 gegründet und bietet die Sportarten Fußball, Handball, Judo Line Dance, Minigolf, Kegeln, Badminton, Seniorensport, Gymnastik, und Volleyball an. Bis 1963 auch Eislauf und Eishockey.

## Eishockey
Die Eishockeygeschichte in Pegnitz begann 1949 mit der Gründung der ASV-Eislaufsparte, die von der bayerischen Landesliga (4. Liga) kommend ab 1961 bis 1962 am Ligenspielbetrieb der Gruppenliga, damals dritthöchste Spielklasse in Deutschland, teilnahm.  Im August 1963 wurde aus der Eislaufsparte des ASV der Eislaufverein Pegnitz, kurz EV Pegnitz.
- Aufstieg in die Gruppenliga/3. Liga 1961
- Aufstieg in die Bayerische Landesliga 2. Liga 1956
- Meister Bayerische-Kreisliga Nord[1] (3. Liga) 1953, 1954, 1955, 1956

## Handball
Größter Erfolg der ebenfalls 1946 gegründeten Handballabteilung war 1981 der Aufstieg in die Bayernliga, die damals als dritthöchste Spielklasse im deutschen Ligensystem eingestuft war. Die Handballabteilung spielt seit 2018/19 gemeinsam mit dem SV 08 Auerbach in der Spielgemeinschaft SG Auerbach/Pegnitz. Die SG startete 2018 in der fünftklassigen bayerischen Landesliga, musste sich aber in der Abstiegsrelegation gegen die HSG Dienmannsried/Altusried geschlagen geben und spielt seit 2019/20 in der Bezirksoberliga Ostbayern. Die Damen spielen in der Bezirksklasse. Die Spielgemeinschaft nimmt aktuell mit zwei Herrenmannschaften, einem Damenteam und zehn Nachwuchsmannschaften am Spielbetrieb des Bayerischen Handballverbandes (BHV) teil.
Erfolge

- Aufstieg in die Bayernliga 1981 (3. Liga)
- Meisterschaft Nordbayern 3. Platz 1981 (4. Liga)
- Nordbayerischer Vizemeister 1980 (4. Liga)
- Aufstieg in die Nordbayerische Verbandsliga  (4. Liga)
- Aufstieg in die Handball-Bayernliga (Frauen) 1993

### Spielerpersönlichkeit
- Else Denk-Härtle (Nationalspielerin)

### Nachwuchs
Im Jugendbereich wurde bereits 2012/13 mit dem SV 08 Auerbach die Spielgemeinschaft SG Auerbach-Pegnitz gegründet, in der männliche und weibliche Mannschaften von der A- bis zur D-Jugend spielen.

## Fußball
Die Fußballabteilung des ASV Pegnitz wurde 1985 mit dem „Sepp Herberger Preis“, 1998 und auch 2002 mit der „Silbernen Raute“ und 2006 mit der „Goldenen Raute“ vom Bayerischen Fußballverband ausgezeichnet. Neben der in der Kreisklasse spielenden 1. Herrenmannschaft hat der ASV noch eine Herren II, eine Seniorenmannschaft und dreizehn Nachwuchsmannschaften für die Saison 2022/23 beim (BFV) gemeldet. 

### Spielerpersönlichkeiten
- Uwe Schreml
- Heiko Richter
- Matthias Heckenberger
- Helmut Siebert